# Dies d'adolescència
Dies d'adolescència (títol original: Foxes) és una pel·lícula estatunidenca i britànica d'Adrian Lyne, estrenada el 1980.

## Argument
Quatre adolescentes a l'atur de la vall de San Fernando descobreixen el món del sexe i la droga i es confronten amb la seva família.

## Repartiment
- Laura Dern: Debbie
- Jodie Foster: Jeanie
- Scott Baio: Brad
- Randy Quaid: Jay